# Noctuelle de la pomme de terre
Hydraecia micacea
Espèce
La Noctuelle de la pomme de terre, Hydraecia micacea, appelée aussi « Noctuelle mineuse de la pomme de terre », « irrésolue » ou en Amérique du Nord « Perce-tige de la pomme de terre », est une espèce d'insectes de l'ordre des lépidoptères, de la famille des Noctuidae.
C'est un papillon nocturne dont la chenille est un ravageur très polyphage se nourrissant sur un grand nombre de plantes sauvages et cultivées, dont la pomme de terre. Cette espèce est commune en Europe.